# ProRes
ProRes ist ein von Apple entwickeltes HD-fähiges Intraframe-Format für verlustbehaftet komprimierte Videodaten. Das Ziel von ProRes ist es, hohe Qualität bei geringer Verarbeitungskomplexität und (im Vergleich zu unkomprimiertem Video) niedrigen Datenraten zu liefern. Das Einsatzgebiet von ProRes war ursprünglich der Videoschnitt in der Postproduktion (intermediate format), inzwischen wird ProRes insbesondere in den höherwertigen Varianten in der gesamten Produktionskette – also sowohl für die Aufnahme als auch in der Postproduktion – genutzt. Ein ProRes-Datenstrom wird typischerweise in einem .mov-Container verpackt.

## Einsatzgebiet
Die Videoschnittsoftware Final Cut Pro von Apple verwendet ProRes seit 2007. Dabei empfiehlt Apple, rechenintensive Videoformate (zum Beispiel H.264/AVC) und Videoformate mit hohen Datenraten (zum Beispiel unkomprimierte Formate) vor dem Videoschnitt in ProRes umzuwandeln. Apples kostenloses Videoschnittprogramm iMovie ermöglicht auch einen Export als ProRes.

## Produkte
ProRes wird in Form einer QuickTime-Komponente installiert. Nach der Installation können prinzipiell alle Programme darauf zugreifen, die sich des QuickTime-Frameworks bedienen. Die ProRes-Codecs wurden lange Zeit nur zusammen mit dem Programmpaket Final Cut Studio geliefert. Nach der Umstellung auf Final Cut Pro X bietet Apple die Codecs seit September 2011 zum Herunterladen an, wobei die Installation weiter eine Lizenz eines der professionellen Videoprogramme von Apple erfordert (Final Cut Pro, Motion, Compressor).
Für das Betriebssystem Windows hat Apple lediglich einen Dekodierer für das Abspielen unter QuickTime herausgegeben.
Eine weitere Implementierung von ProRes wurde 2011 im Open-Source-Projekt libavcodec realisiert. Somit ist es auch unter Windows und Linux möglich, mit Hilfe der kostenlosen Software FFmpeg Video mit ProRes zu kodieren oder auch zu transkodieren.
Seit 2010 sind vermehrt Produkte unterschiedlicher Hersteller erhältlich, die auf ProRes basieren oder ProRes als einen von mehreren möglichen Formaten implementiert haben:
- ARRI Alexa Videokamera[3]
- Atomos Videorekorder[4]
- FFV Videorekorder[5]
- Rohde & Schwarz DVS Clipster[6] und VENICE[7]
- AJA Ki Pro Videorekorder[8]
- SoundDevices Videorekorder[9]
- Blackmagic Design Kamera & Videorekorder[10]
- MainConcept ProRes Decoder SDK[11] und Decoder Pack ProRes[12]
- Apple iPhone 13 Pro (Max)[13]
- DJI Mavic 3 Cine[14]
- Kinefinity Terra-[15] und Mavo-Reihe[16][17][18]

## ProRes-Varianten
ProRes unterstützt unterschiedliche Datenraten und eine frei einstellbare Auflösung. Alle ProRes422-Varianten verwenden eine Farbunterabtastung von 4:2:2 bei 10 Bit Farbtiefe. ProRes 4444 tastet Farbe dagegen im Schema 4:4:4 mit einer Farbtiefe von 12 Bit ab sowie einen Alphakanal, der bis zu 16 Bit pro Bildpunkt speichern kann.
| Auflösung    | fps      | ProRes 422 Proxy | ProRes 422 LT | ProRes 422  | ProRes 422 HQ | ProRes 4444 (ohne Alpha) | ProRes 4444 XQ (ohne Alpha) |
| ------------ | -------- | ---------------- | ------------- | ----------- | ------------- | ------------------------ | --------------------------- |
| (in Punkten) | (in Hz)  | (in Mbit/s)      | (in Mbit/s)   | (in Mbit/s) | (in Mbit/s)   | (in Mbit/s)              | (in Mbit/s)                 |
| 720 × 0576   | 50i, 25p | 12               | 28            | 41          | 61            | 92                       | 138                         |
| 1280 × 0720  | 50p      | 19               | 42            | 61          | 92            | 138                      | 206                         |
| 1440 × 1080  | 50i, 25p | 32               | 73            | 105         | 157           | 236                      | 354                         |
| 1920 × 1080  | 50i, 25p | 38               | 85            | 122         | 184           | 275                      | 415                         |
| 1920 × 1080  | 50p      | 76               | 170           | 245         | 367           | 551                      | 826                         |
| 2048 × 1536  | 25p      | 58               | 131           | 189         | 283           | 425                      | 637                         |
| 2048 × 1536  | 50p      | 117              | 262           | 377         | 567           | 850                      | 1275                        |
| 3840 × 2160  | 25p      | 151              | 342           | 492         | 737           | 1106                     | 1659                        |
| 3840 × 2160  | 50p      | 303              | 684           | 983         | 1475          | 2212                     | 3318                        |
| 4096 × 2160  | 25p      | 162              | 365           | 524         | 786           | 1180                     | 1769                        |
| 4096 × 2160  | 50p      | 323              | 730           | 1049        | 1573          | 2359                     | 3539                        |
| 5120 × 2880  | 25p      | 202              | 456           | 655         | 983           | 1475                     | 2212                        |
| 5120 × 2880  | 50p      | 405              | 912           | 1311        | 1966          | 2949                     | 4424                        |
| 6144 × 3240  | 25p      | 365              | 821           | 1180        | 1769          | 2654                     | 3981                        |
| 6144 × 3240  | 50p      | 730              | 1643          | 2359        | 3539          | 5308                     | 7962                        |
| 8192 × 4320  | 25p      | 649              | 1460          | 2097        | 3146          | 4719                     | 7078                        |
| 8192 × 4320  | 50p      | 1298             | 2920          | 4194        | 6291          | 9437                     | 14156                       |

## Weitere HD-Intraframe-Videoformate
- Apple Intermediate Codec, Intraframe-Videoformat für HD-Videoschnitt in non-professionellen Anwendungen (iMovie, Final Cut Express, nur Mac OS X).
- AVC-Intra, ein HD-Intraframe-Videoformat von Panasonic für Aufnahmegeräte, jedoch auch für den Videoschnitt.
- Canopus HQ, ein 8-Bit-HD-Intraframe-Videoformat von GrassValley für den Videoschnitt unter Windows (QT und AVI) und Mac OS X (QT).
- Canopus HQX, ein 10-Bit-HD-Intraframe-Videoformat von GrassValley für den Videoschnitt unter Windows (QT und AVI) und Mac OS X (QT).
- CineForm Intermediate, professionelles  waveletbasiertes Intraframe-Videoformat von GoPro, seit einigen Jahren allgemein und kostenlos als Open-Source-Software verfügbar. Für HD-Aufzeichnung, Schnitt und Postproduktion.
- DNxHD, ein HD-Intraframe-Videoformat von Avid für den Videoschnitt in der Postproduktion.
- DVCPRO HD, ein HD-Intraframe-Videoformat von Panasonic für Aufnahmegeräte und Videoschnitt.
- Motion-JPEG 2000, ein auf JPEG 2000 basierender HD-Intraframe-Videoformat. Verwendung im Digitalkino.